# Milestone (Saskatchewan)
Milestone es un pueblo canadiense situado en la provincia de Saskatchewan.

## Superficie
Milestone tiene una superficie de 2,12 km².

## Demografía
En 2021, tenía 682 habitantes, una densidad poblacional de 321,7 hab./km², y 291 viviendas.